# 中村勝 (歴史学者)
中村勝（なかむら まさる、1944年3月 - ）は、日本の歴史学者、経済学者。専攻は、経済史、市場史、台湾高地の先住民史。東京都出身。

## 来歴
1944年、東京都に生まれる。1975年、京都大学農学博士号を取得。1976年、関東学園大学経済学部講師、同大学院経済学研究科助教授、教授。1987年、浦和短期大学経営学科教授。1990年、名古屋学院大学教授。1994年-95年にかけて国立台湾大学客座教授。
祖父は、焙烙焼きと魚の小売商であり、関東大震災後は私設小売市場で商売を行っていた。中村自身も、幼少時に買い出しに同行し、親戚の路上書籍商を手伝い、軽子や水上生活者との出会いを経験しており、自身の研究のきっかけとしている。
日本の市場の歴史を、近世・近代の問屋集合市場（現代の中央卸売市場）の系譜と、ローカルな定期・生活市（野市のような民間の自由市場）の系譜の2つに分類して論じる。特に後者を社会に埋めこまれたものとし、市場の原点があると注目する。

## 主要著書
- 『市場の語る日本の近代』そしえて、1980年 / 増補改訂版、1989年。
- 『近代市場制度成立史論』多賀出版、1981年。
- 『魚河岸は生きている―築地市場労働者の生活社会史』そしえて、1990年。
- 『創られた市場―近代日本・東アジアの在来市場と公設市場』ハーベスト社〈名古屋学院大学総合研究所研究叢書〉、2002年。
- 『「愛国」と「他者」（台湾高地先住民の歴史人類学）』ヨベル、2007年。 - 井上伊之助について述べている

## 主要編著書
- 『商学概論』羽路駒次・岡田千尋との共編著、晃洋書房、2000年。

## 主要翻訳書
- ヴィルヘルム・アーベル『ドイツ農業発達の三段階』三橋時雄との共訳、未來社、1976年。
- コルネリゥス・ウォルフォード『市の社会史―ヨーロッパ商業史の一断章』そしえて、1984年。
- ヴァーノン・A・マント『オープン・マーケット―「営業の自由」の歴史と原理』　吉田裕之との共訳、ハーベスト社、1987年。
- エリザベス・E・ホイト『交換のアンスロポロジー―その原始心性と経済の統合』晃洋書房、1992年。
- フィリップ・ジェイムズ・ハミルトン・グリァスン『沈黙交易―異文化接触の原初的メカニズム序説』ハーベスト社、1997年。